# Craven megye
Craven megye az Amerikai Egyesült Államokban, azon belül Észak-Karolina államban található. Megyeszékhelye és legnagyobb városa New Bern. Lakosainak száma 100 720 fő (2020. április 1.). Craven megye Carteret, Pamlico, Beaufort, Pitt, Lenoir és Jones megyékkel határos.

## Népesség
A megye népességének változása:
| Lakosok száma | 103 911 | 104 651 | 105 232 | 104 489 | 103 451 | 100 720 |
|               | 2010    | 2011    | 2012    | 2013    | 2015    | 2020    |